# 卢森堡
卢森堡大公国，通称卢森堡，是一個位于欧洲的内陸國家，被邻国法国、德国和比利时包围，首都盧森堡市。盧森堡是欧盟成员国，因境内有欧洲法院、欧洲审计院、欧洲投资银行等多个欧盟机构，被称为继布鲁塞尔和斯特拉斯堡之后的欧盟“第三首都”。

## 历史
卢森堡历史由在中世纪时卢森堡城堡的修建开始。城堡建成之后，附近开始逐渐发展，成为城镇。卢森堡位于一重要战略地点，法国、德国和荷兰都非常重视，卢森堡经常转手不同国家。19世纪，卢森堡开始成为独立自主的国家並與荷蘭聯合王國形成共主邦聯，直到比利時獨立，卢森堡才脱離荷蘭管治。
虽然卢森堡声明中立原则，但在20世纪，卢森堡被德国数次入侵。第一次世界大戰時1914年8月2日，德意志帝國執行施里芬計劃迅速佔領了卢森堡並入侵比利時和法國，打开了西線战線，第二次世界大战期间，拥有数十个步骑兵的卢森堡因納粹德国入侵比利時和法國而被侵略，被迫作为同盟国参战，并且在德国的进攻下瞬间投降，成为二战中唯一一个零伤亡的参战国。第二次世界大战之后，卢森堡不再維持中立，成为北約和欧盟的創始會員國之一。

## 政治

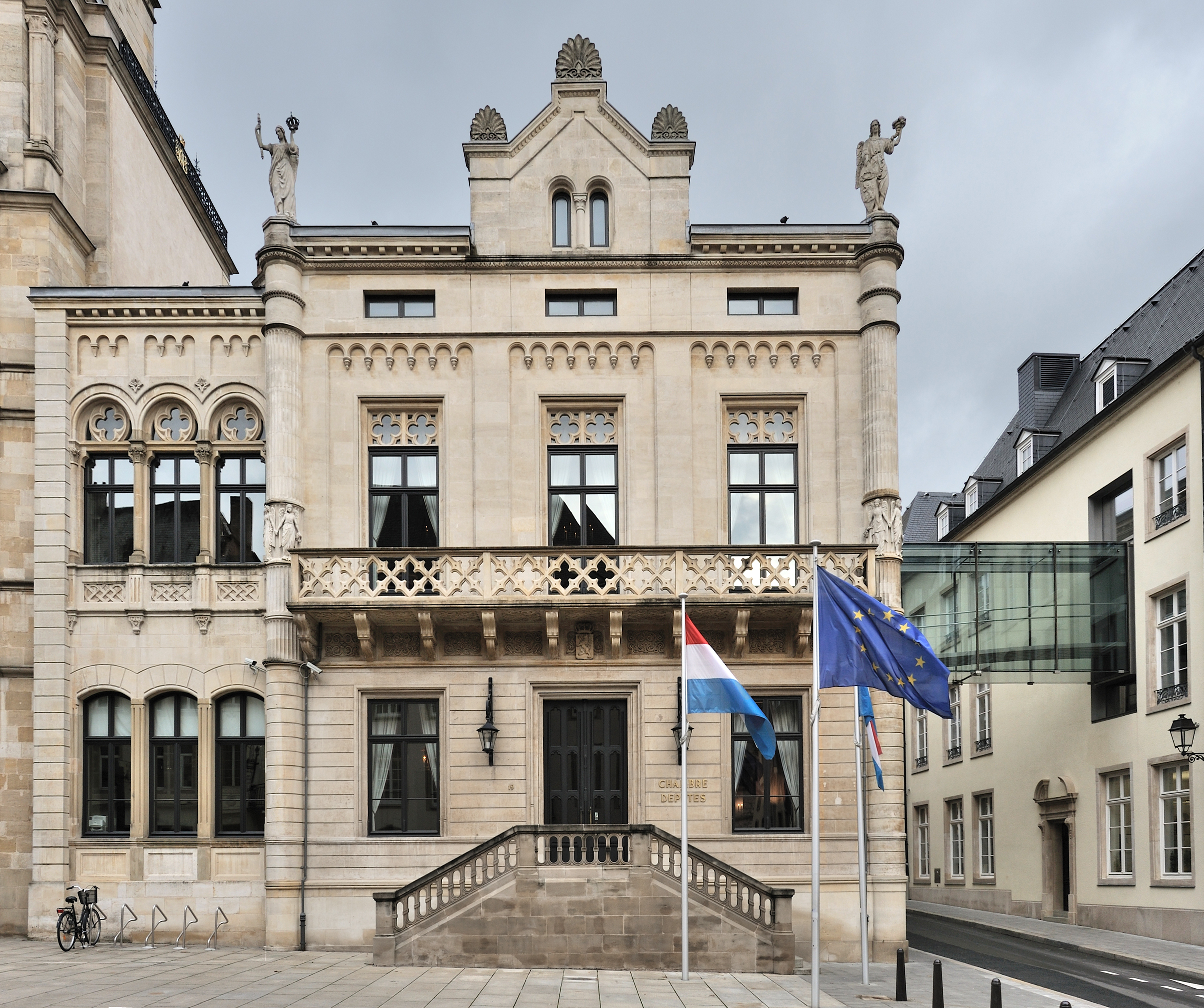
盧森堡眾議院議事廳

盧森堡實行君主立憲制。國家元首為卢森堡大公，也是目前歐洲唯一的一個大公國。而行政權則由內閣行使，立法權属於众議院。众议院共有60個席位，議員任期為5年。

## 行政區劃

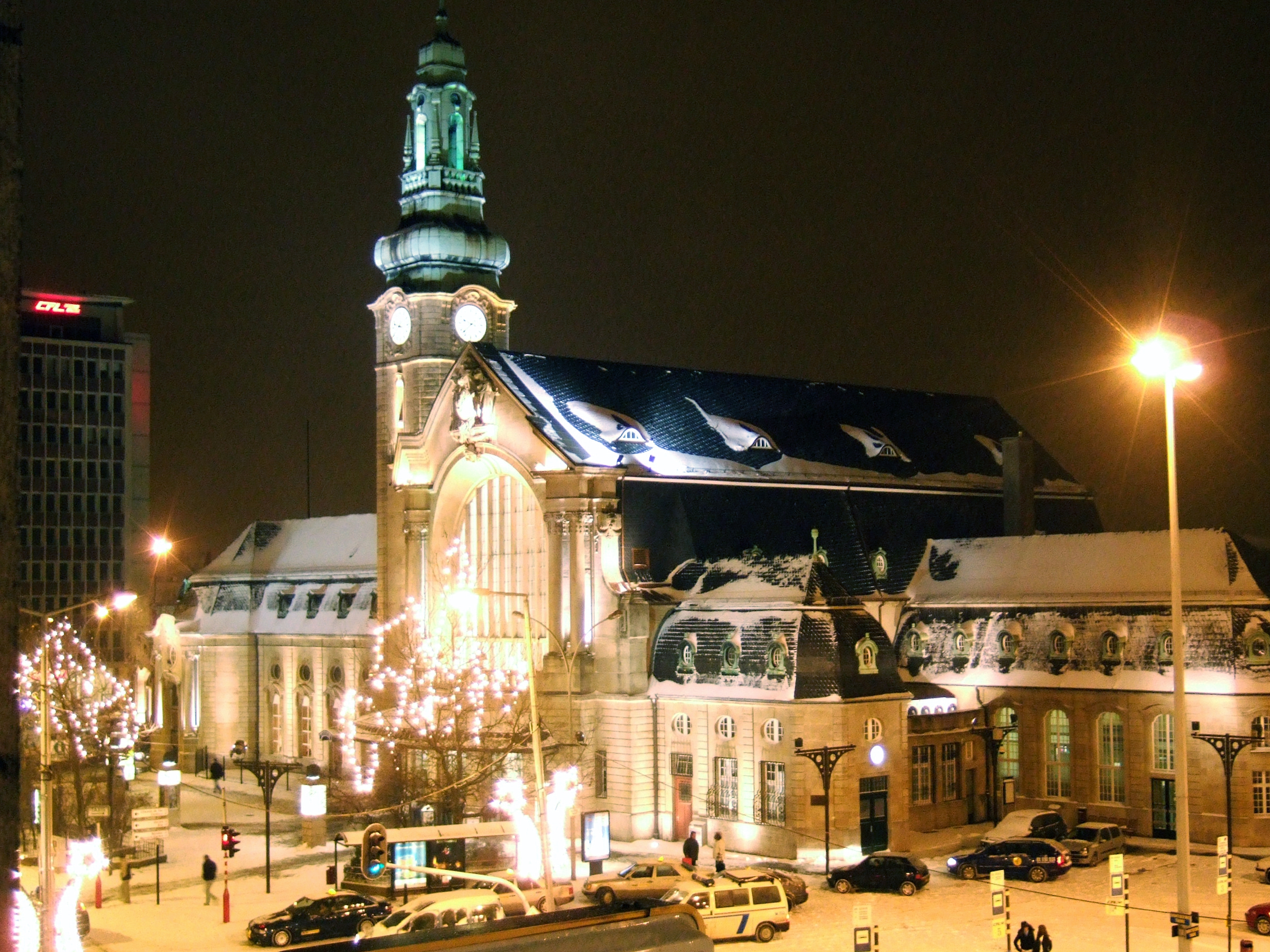
首都盧森堡城

卢森堡分为12个县（法语：canton；德语：Kanton；卢森堡语：Kanton），向下再分为102个市镇（法语：commune；德语：Gemeinde；卢森堡语：Gemeng）。卢森堡有12个市镇具城市地位，而卢森堡城是最大的城市。
区（法语：district；德语：Distrikt；卢森堡语：Distrikt）曾是卢森堡的第一级行政区划，已于2015年10月3日废除。

## 地理

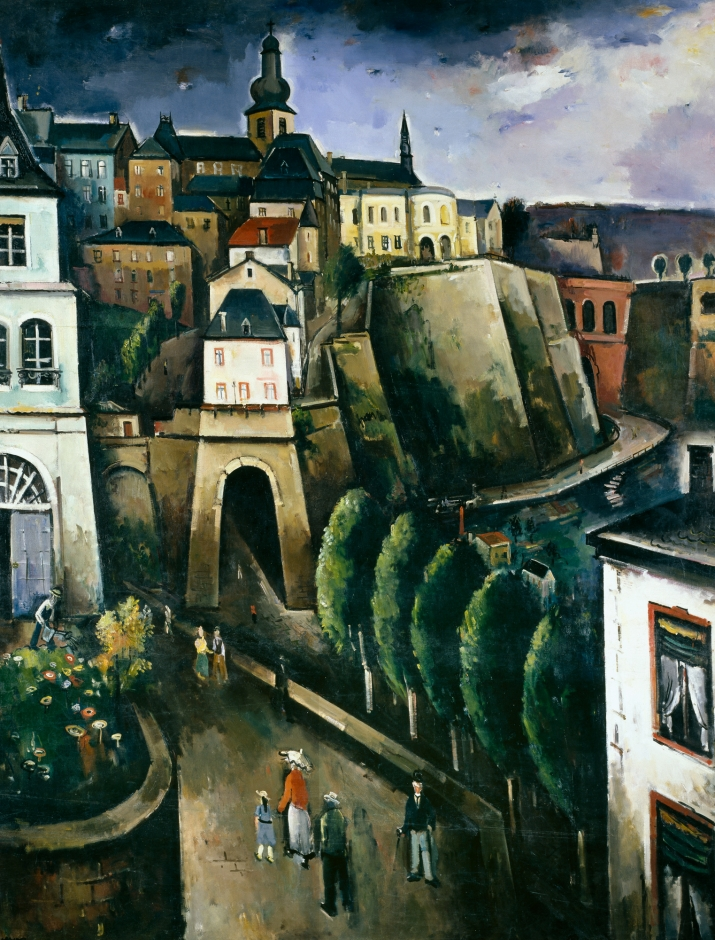
1937年油畫的盧森堡

盧森堡位於西歐內陸，地勢北高南低，東鄰德國，南接法國，北部和西部同比利時接壤。北部為亞爾丁高地，森林茂密，南部為丘陵。氣候溫和，屬溫帶海洋性氣候，風景優美。首都盧森堡城有“花都”之稱。鐵礦豐富。這裡也是中世紀的要塞。最高點為克内夫山，海拔約560公尺。它比布格普拉茨山高1米，而布格普拉茨山通常被错误地认为是卢森堡的最高点。

## 交通

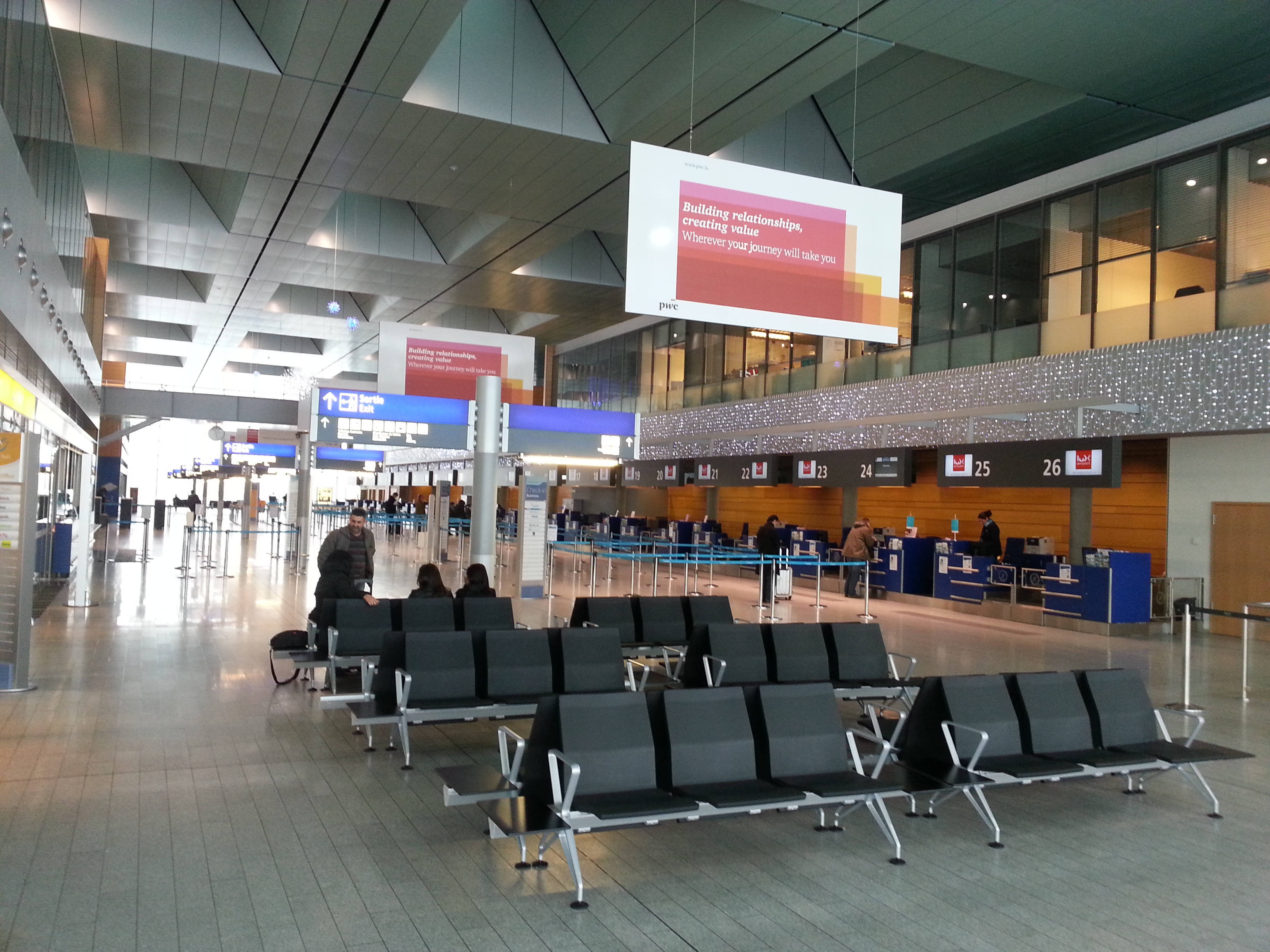
盧森堡的國際航空公司卢森堡航空以全國唯一的國際機場盧森堡機場為基地。

盧森堡擁有公路、鐵路與航空等運輸設施與服務。近年來，其公路網已大幅現代化，並建有長達165 km（103 mi）的高速公路，連接首都與鄰國。
高速TGV 巴黎線的開通，也促使市內的中央車站進行整修，並於 2008 年在盧森堡機場啟用新的客運航廈。
盧森堡市於 2017 年 12 月重新引入 電車；依計畫，至 2030 年前將開闢 輕軌 路線，把盧森堡市與 埃施 相連。
盧森堡每千名居民擁有 681 輛汽車——高於多數國家；僅次於美國、加拿大、澳洲、紐西蘭、冰島，以及其他小型國家／地區如摩納哥公國、聖馬力諾、列支敦士登、英屬海外領地直布羅陀與汶萊。
2020 年 2 月 29 日，盧森堡成為全球首個推行全面免費公共運輸的國家，相關費用幾乎完全由稅收支應。 自此，巴士、火車與電車的乘客量持續增加，惟營運成本截至 2025 年已接近翻倍。

## 经济
盧森堡是世界上第一富有的國家，按購買力平價計算的人均GDP在2021年為 122,740 美元。自1999年以來，卢森堡一直是歐元區的一部分。盧森堡的經濟過去以工業為主，現在盧森堡則是全球最大的金融中心之一。盧森堡是歐元區內最重要的私人銀行中心及僅次於美國之全球第二大的投資信托中心。

## 社會

### 民族
卢森堡人约占全国人口的50.9%。卢森堡人属于欧罗巴人和大西洋-波罗的海类型。

### 语言
卢森堡的官方语言是法语、德语、卢森堡语。

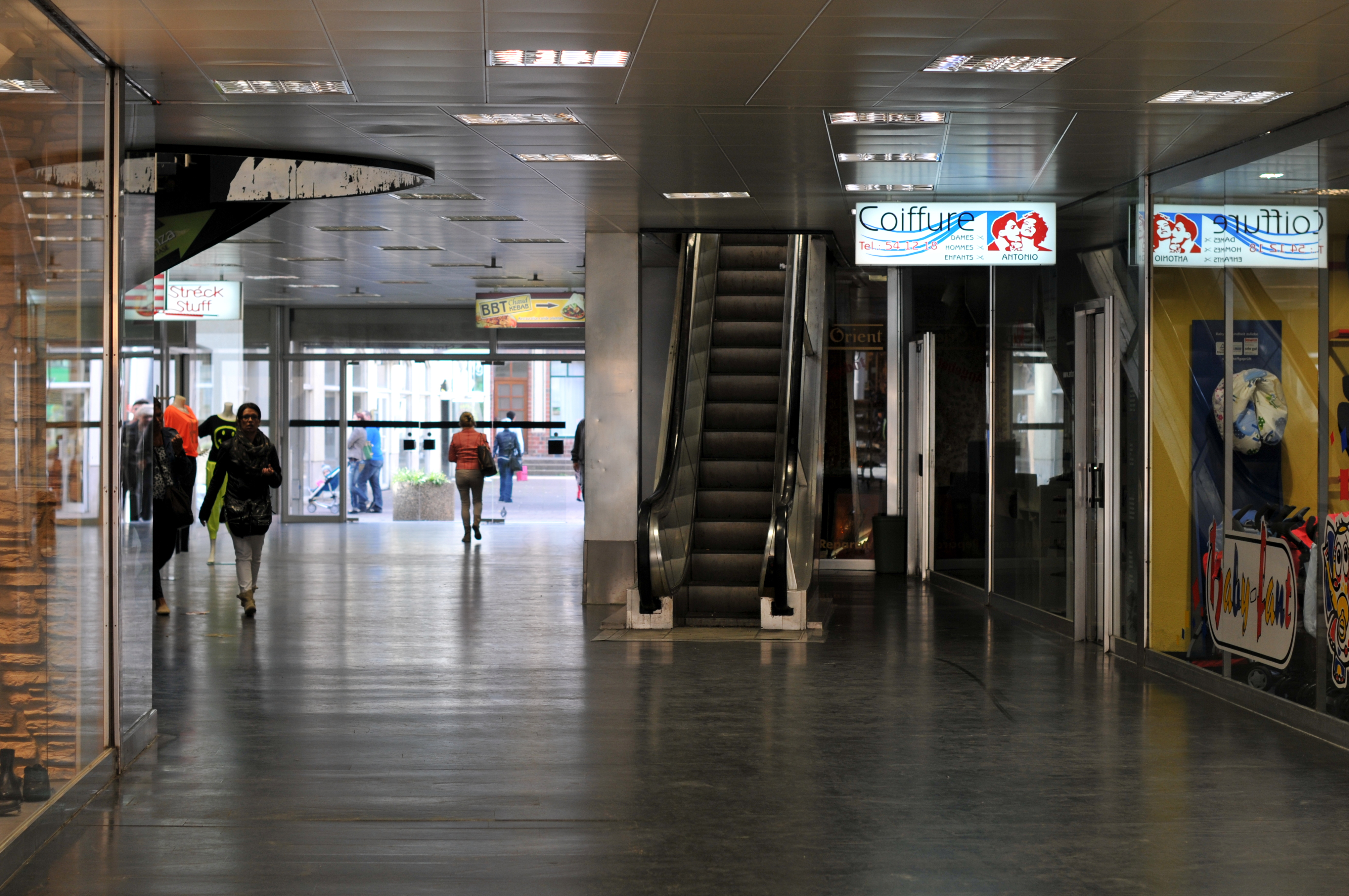
美居購物中心

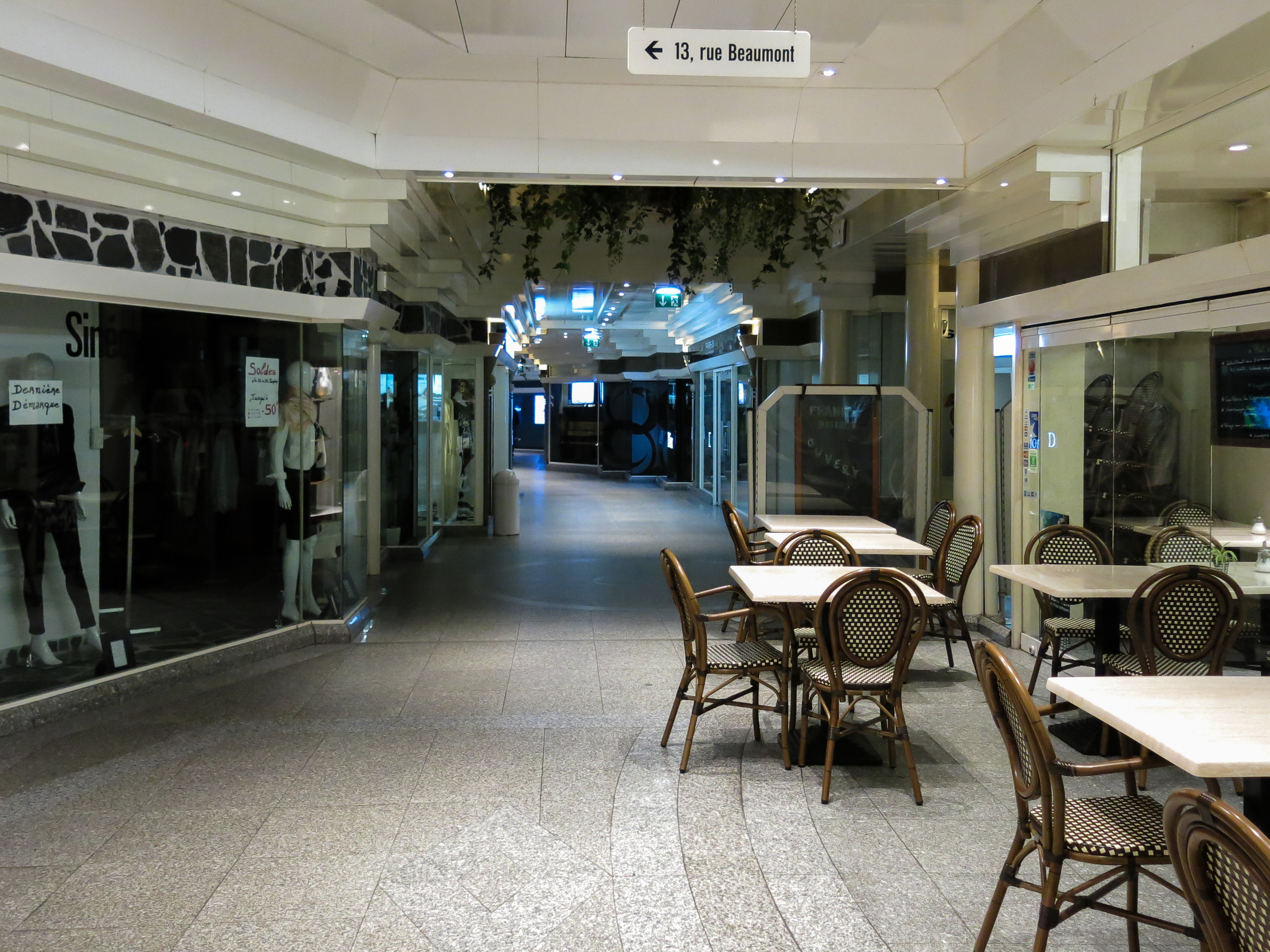
博蒙購物街

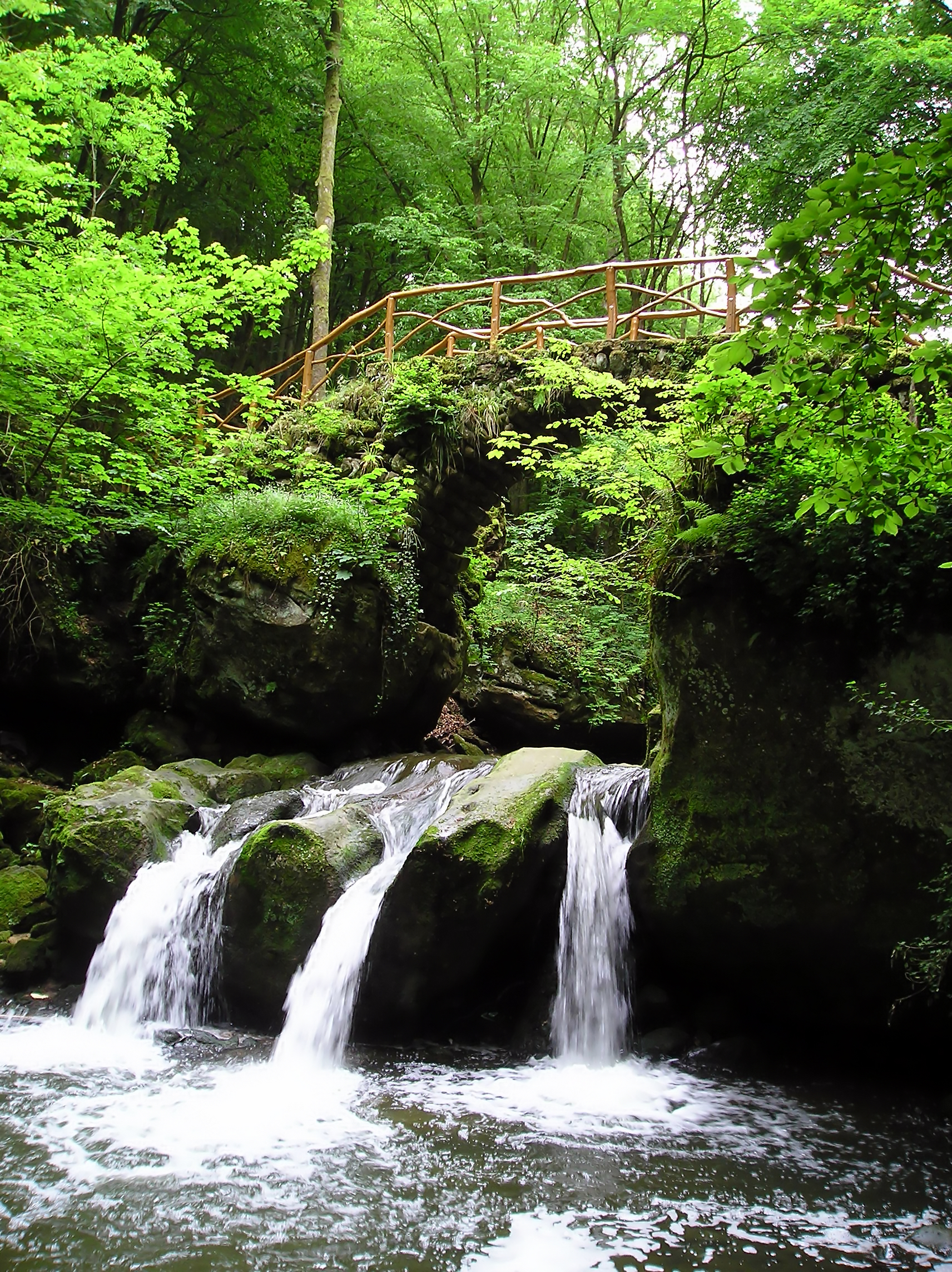
盧森堡的小瑞士景色

“十字路口国家”的多语言现象都是由于不同民族杂居，而卢森堡却不然，传统上这个国家的主体民族只有一个———卢森堡族，这个民族长期是“神圣罗马帝国”一部分，而欧洲宫廷上层又普遍有用法语交流的传统习惯，这就造成德法两种语言都成为书面语言的现象，而长期未曾书面化的卢森堡语，则作为口语长期沿用。
卢森堡语是法兰克语的一支，使用人口主要分布在摩泽尔河地区以及接壤的德、法城市。卢森堡语虽属于高地德语的中西语族，但有超过5000个法语语源词汇。作为母语，卢语亦被卢森堡人看做是“心之语言”，用于日常口语而非书面语。
教育体制中卢、德、法三语循序渐进，并行不悖。小学低年级用卢森堡语授课，高年级开始用德语讲习，中学开始再转化成法语。熟练掌握这三门语言是当地中学毕业的必要条件，这就导致了半数的中学生都拿不到毕业文凭。
卢森堡的外国侨民特别多，占全国人口的三成以上，最大的移民团体是葡萄牙人和意大利人。他们也同时带来了自己的语言。不过，葡萄牙语和意大利语基本只限于移民团体内部交流，在大范围内运用并不广泛。

### 宗教
盧森堡宗教（2021年） 
卢森堡是世俗國家，但部分宗教被政府认定为官方指定宗教，由政府管理及任命神职人员，因此政府会负责宗教的运营费用及支薪。涵盖上述规定的宗教包括天主教會、犹太教、希臘正教會、聖公宗、俄罗斯正教会、信義宗、加尔文派、門諾派和伊斯兰教。

### 文化
盧森堡城的老城區及其防御工事為世界文化遺產。

#### 飲食
卢森堡的许多菜肴都受到德国、法国、比利时和其他邻近的国家的影响。其中kach keis是一种涂抹奶酪，Gromper keeschelche是一种油炸馬鈴薯饼。

## 教育

### 教育制度

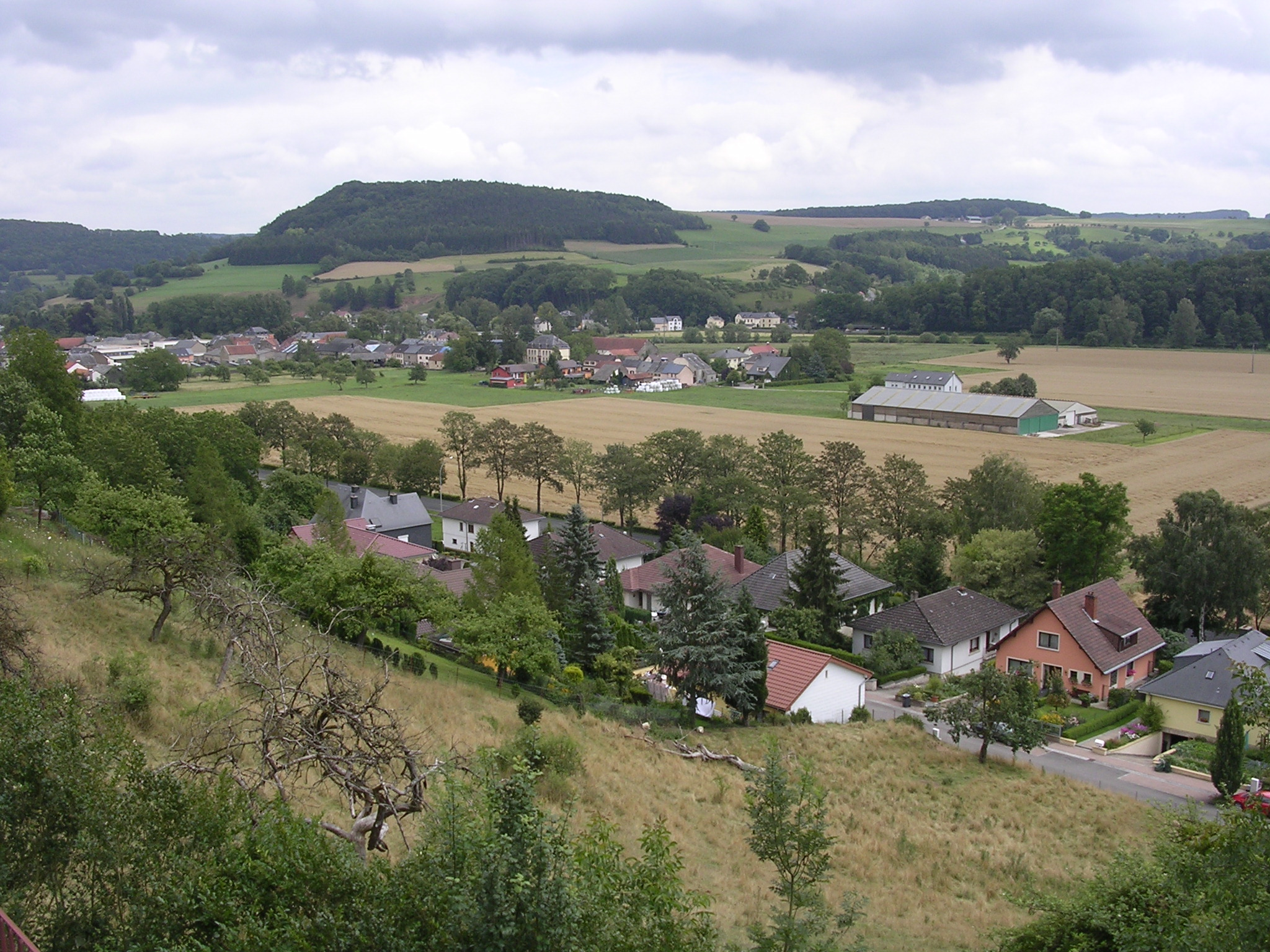
贝滕多夫

在盧森堡，國民義務教育是11年：由2年幼儿园、6年基础教育和3年進階教育組成。盧森堡因此有一個三層的教育制度（幼稚園、小學、高中）。
自從1999年以後，在2年的幼儿园之前設有1年的學齡前兒童預備班；這使得學童在例如語言、社會、學校方面，有可能獲得一個較好較完整的社會化。在6年的基礎教育之後學生可以在兩種中級的教育路途之間選擇：
1. 科技高級中學（67%的學生），為期至少3年並且到畢業（CATP）或能進大學之前總共至少6至7年。
2. 普通高級中學（33%的學生）。7年後畢業拿到證書可以進大學就讀。

### 高等教育
盧森堡在2003年始成立一間獨立的大學。共有在醫學領域、自然科學、科技、法律、經濟、社會學和教育學等7個學院。然而盧森堡並未具備完整的學年，需要在在外國修業部分學期的課程。對此比利時、法國和德國等地的大學特別扮演盧森堡高等教育中重要的一環。盧森堡的學生目前大部分仍然是在外國獲得學術的畢業文憑，其在外國就讀的學生超過6000人。大約19.6%的學生在德國大學註冊（特別是在科技的專門領域或自然科學），而22.6%的學生是在比利時和法國的大學就讀。

### 職業教育
科技進階教育由三年額外的、特別的學年組成，下列是三種教育方式：
1. 3年工藝的或是工商業的職業訓練，不僅在企業和法國公立科技中學（Lycée Technique）之間的二元系統下進行，也實現在一個純粹的學校基礎上。畢業時有科技的和職業的能力認證考試CATP。這種職業教育的方式在缺乏學徒的許多職業中是顯著的。
2. 4年的科技教育，獲得科技文憑。
3. 在科技中心4年的教育，可獲得一個科技進階教育的畢業證書。

## 軍事
盧森堡有盧森堡陸軍和盧森堡空軍，由於盧森堡是一個內陸國家，盧森堡不擁有海軍。